# Wilkins (cràter)
Wilkins és un cràter d'impacte que es troba a les accidentades terres altes de la part sud-est de la cara visible de la Lluna. Es troba al sud-oest del cràter Pons i del llarg cingle Rupes Altai. Just al sud-est es troba el cràter més gran Zagut, i al nord-nord-oest apareix Sacrobosco, encara més gran.

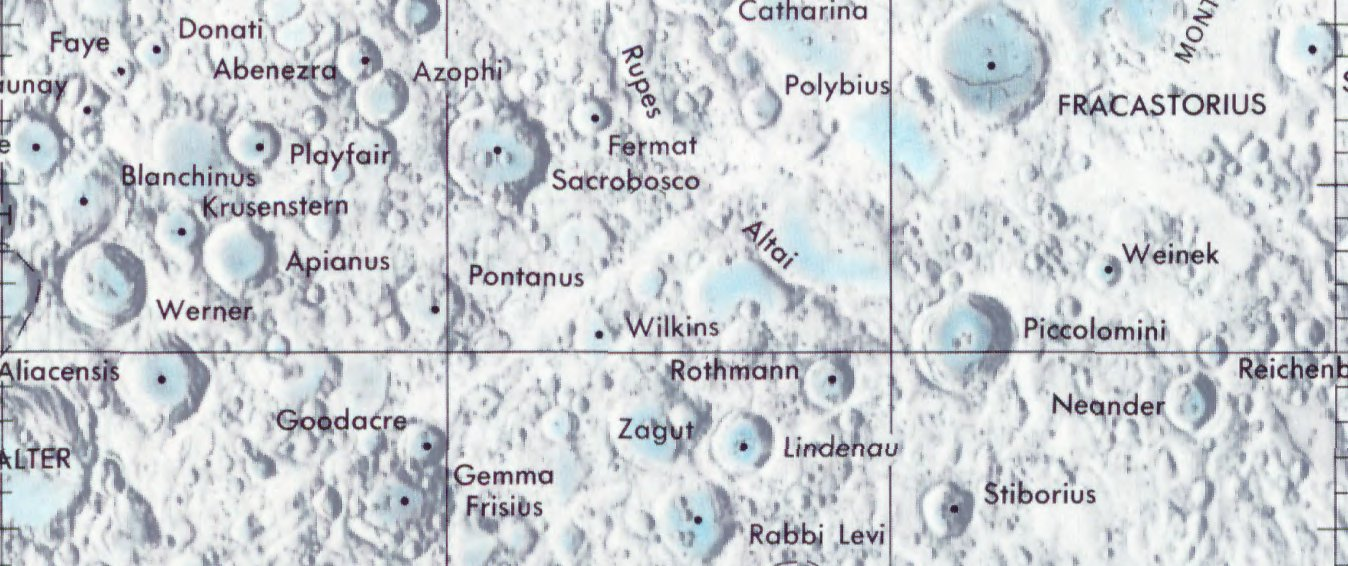
Localització de Wilkins (centre de la imatge)
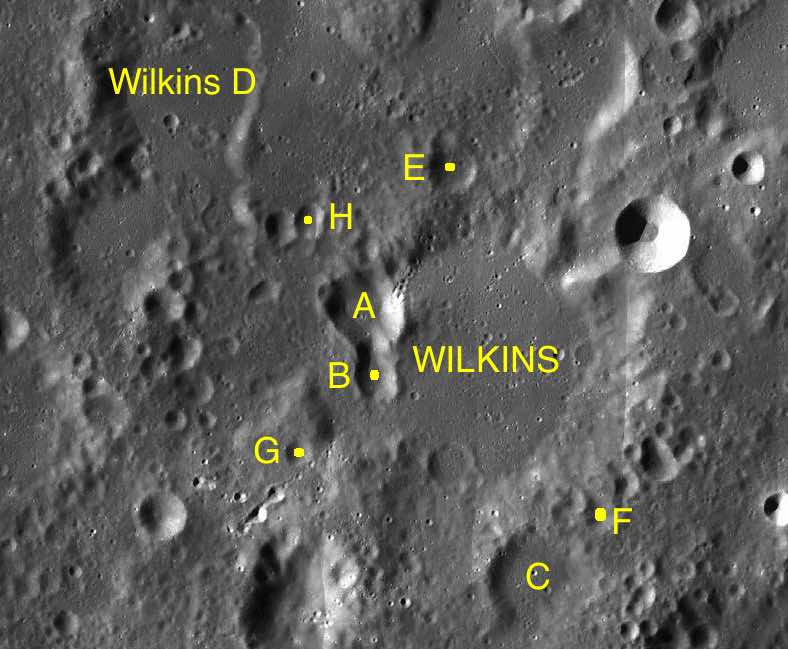
Cràters satèl·lits
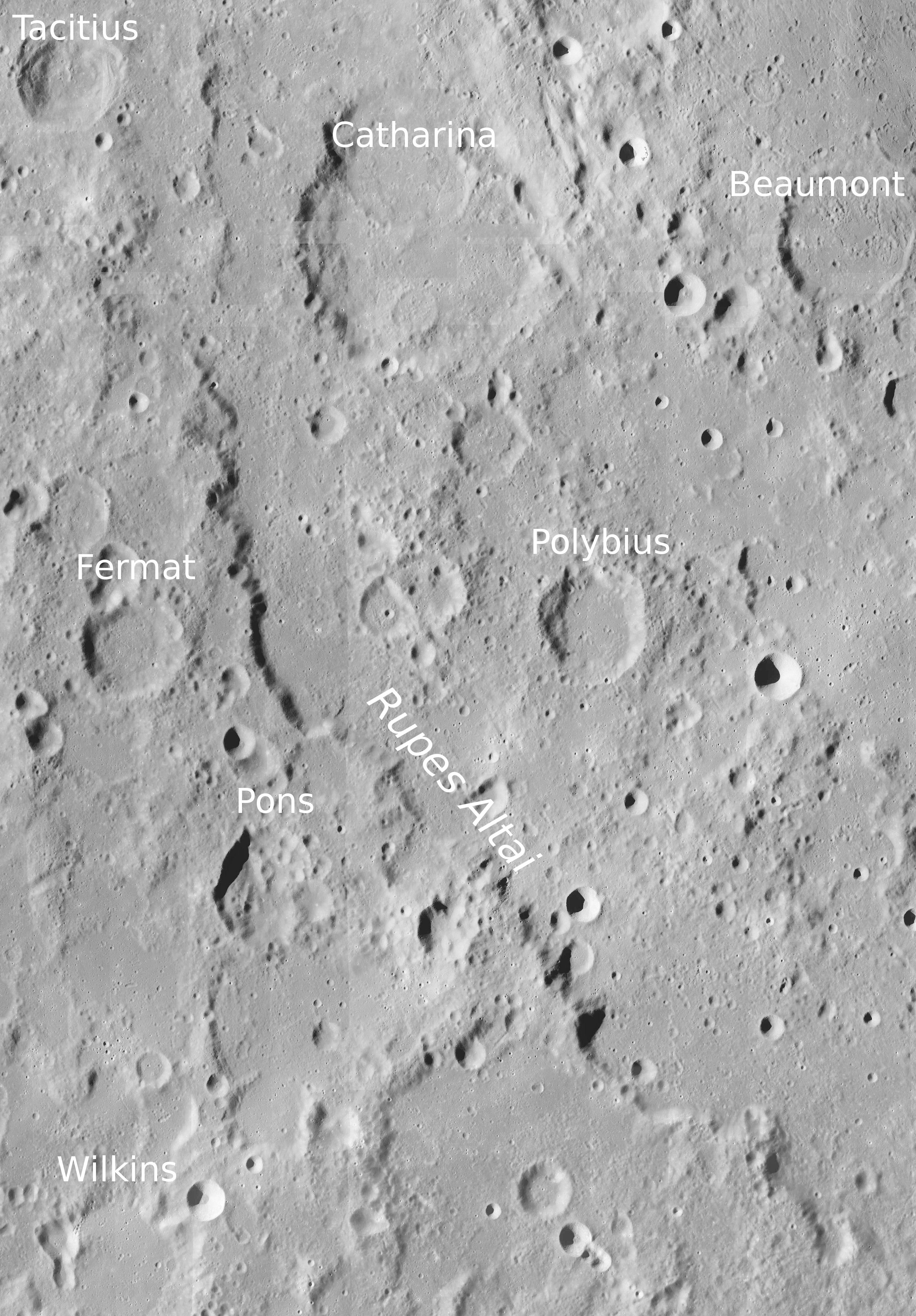
Rodalies de Wilkins (cantonada inferior esquerra de la imatge). Fotografia de la missió Lunar Reconnaissance Orbiter

La vora exterior del cràter ha rebut danys considerables, deixant seccions gairebé desintegrades. La porció més intacta està al sud, tot i que fins i tot aquesta vora apareix desgastat i té una vall al sud-oest. Presenta una estreta bretxa corbada en la vora occidental, amb el costat nord format per un parell de petits cràters units que inclou a Wilkins A. La vora del nord-est amb prou feines es manté, i la vora aquí és baixa i marcada per valls i antics cràters. El sòl interior de Wilkins és relativament pla i sense trets distintius, llevat de la vora cràter palimpsest en la vora sud-oest. El sistema de marques radials de Tycho es troba al nord de la vora del cràter.

## Cràters satèl·lits
Per convenció aquests elements són identificats en els mapes lunars posant la lletra en el costat del punt central del cràter que està més proper a Wilkins.
| Wilkins | Coordenades                          | Diàmetre |
| ------- | ------------------------------------ | -------- |
| A       | 29° 06′ S, 18° 54′ E / 29.1°S,18.9°E | 13 km    |
| B       | 29° 30′ S, 18° 54′ E / 29.5°S,18.9°E | 8 km     |
| C       | 30° 48′ S, 20° 06′ E / 30.8°S,20.1°E | 20 km    |
| D       | 28° 00′ S, 17° 42′ E / 28.0°S,17.7°E | 34 km    |
| E       | 28° 18′ S, 19° 30′ E / 28.3°S,19.5°E | 9 km     |
| F       | 30° 18′ S, 20° 24′ E / 30.3°S,20.4°E | 7 km     |
| G       | 30° 00′ S, 18° 24′ E / 30.0°S,18.4°E | 6 km     |
| H       | 28° 36′ S, 18° 30′ E / 28.6°S,18.5°E | 6 km     |